# Indrukken van den dag
Indrukken van den dag is een boek in twee delen van Eduard Douwes Dekker, die als schrijver het pseudoniem Multatuli gebruikte.
De teksten verschenen eerst in het tijdschrift "De Tijdspiegel", 1860 II, p. 240, p. 310, p. 394. (DM 264)
De eerste druk van dit boek verscheen in 1860 bij uitgeverij D.A. Thieme te Arnhem. Het boek bestaat uit twee delen:
- Max Havelaar aan Multatuli[2]
- Aan de stemgerechtigden in het Kiesdistrikt Tiel

Op pagina 64: Amsterdam, 7 October 1860.
Hierna is het werk niet meer zelfstandig uitgegeven, maar het werd wel opgenomen in de "Verzamelde Werken".